# 連座制
連座制（れんざせい）とは、候補者の関係者が選挙違反（選挙犯罪）をしたことを理由として、選挙違反に直接関与していない候補者について、当選無効等の不利益を与える制度のこと。

## イギリスの連座制

### イギリス
イギリスの1883年腐敗違法行為防止法においては、運動員による選挙違反が立証された場合、候補者は、選挙違反に対する関与の有無を問わず、その当選が無効とされる。また、当該候補者は、違反を犯した選挙区からの立候補を永久に禁止され、その他の選挙区においても7年間立候補をすることが禁止される。
同法は、腐敗を極めていた選挙の健全化に大きく貢献した。

## 日本の連座制
日本の公職選挙法における連座制は、同法251条の2から251条の4において規定されている。その内容は、以下の通りである。

### 連座の具体的効果
以下のいずれかに該当する場合、候補者の当選が無効とされ、当該選挙に係る選挙区（選挙区がないときは、選挙の行われる区域）において行われる当該公職に係る選挙において立候補が5年間禁止される（公職選挙法251条の2から251条の3）。衆議院の比例区選挙については原則として適用されないが、重複立候補をしている候補者で小選挙区において連座制の適用を受けた者は、比例区についても当選無効の効果が生じる（公職選挙法251条の2第5項、251条の3第3項）。
なお、#連座制適用の手続の節において述べる通り、以下のいずれかに該当する場合に直ちに当選無効及び立候補禁止の効力が生じるわけではない（公職選挙法251条の5）。
- 候補者の総括主宰者[注 2]、出納責任者[注 3]、地域主宰者[注 4]が、各種の買収及び利害誘導罪（公職選挙法221条から223条）又は新聞紙、雑誌の不法利用罪（同法223条の2）によって刑に処せられた場合[注 5]
- 候補者の父母、配偶者、子若しくは兄弟姉妹又は秘書[注 6]若しくは組織的選挙運動管理者等[注 7]のうち、当該候補者又は総括主宰者若しくは地域主宰者と意思を通じて選挙運動をした者が、各種の買収及び利害誘導罪（公職選挙法221条から223条）又は新聞紙、雑誌の不法利用罪（同法223条の2）によって、禁固以上の刑に処せられた場合
- 出納責任者が法定選挙費用をオーバーした場合（公職選挙法251条の2第3項）

また、公務員等であった者が当選した場合については、かつての同僚である公務員等が指示・要請等を受けて選挙犯罪を行ったとき、連座制が適用される（公職選挙法251条の4第1項）。こちらは当選無効の効果のみ生じ、同一選挙区からの立候補を禁止されることはない。また衆議院の比例区選挙については適用が無く（同条第2項）、重複立候補時に選挙区での連座制適用によって比例区当選が無効になることもない。

### 免責規定
以下の場合に該当する限り、連座制の効果のうち、立候補禁止の効果及び衆議院比例代表選挙における復活当選の無効に限って連座制は適用されない（公職選挙法251条の2第4項）。ただし、通常の当選無効の効果は免れることができない。
また、組織的選挙運動管理者等の違反に限っては、免責規定に該当する限り、当選無効も含めて全ての連座制の効果が及ばない（公職選挙法251条の3第2項）。
おとり行為
行為者以外の者からの誘導又は挑発によってされ、当該公職の候補者等の当選を失わせ又は立候補の資格を失わせる目的をもつて、当該公職の候補者等以外の公職の候補者等その他その公職の候補者等の選挙運動に従事する者と意思を通じてされたものであるときをいう。
寝返り行為
当該公職の候補者等の当選を失わせ又は立候補の資格を失わせる目的をもつて、当該公職の候補者等以外の公職の候補者等その他その公職の候補者等の選挙運動に従事する者と意思を通じてされたものであるときをいう。
買収等防止のため相当な注意を怠らなかったとき(組織的選挙運動管理者等の場合のみ)
組織的選挙運動管理者等に対して、公職の候補者等が連座制の対象となる罪に該当する行為を行うことを防止するため相当な注意を怠らなかったときをいう。

### 連座制適用の手続
連座制が適用され、当選無効及び立候補禁止の効力が生じるまでの流れは、以下の通りである。
1. 総括主宰者等の選挙犯罪について、有罪判決が言い渡される（刑に処される）。
2. 当該有罪判決について控訴若しくは上告がなく、又は控訴及び上告がされたが、上告が棄却されて裁判手続が終了する。
3. 検察官が、処刑の通知を申し立てる。
4. 最後に審理を行った裁判所が、有罪判決が言い渡された旨を書面で候補者（であった者）に通知する（公職選挙法254条の2第1項）。
5. 通知を受けた候補者は、通知された日から30日以内に、検察官を被告として、違反者が総括主宰者等に該当しないこと又は免責条項に該当することを理由として、立候補禁止又は当選無効にあたらないことの確認を求める訴訟（公職選挙法210条1項）を高等裁判所（支部管轄の地域は当該支部）に対して提起する。
6. 候補者が上記訴訟を提起しない場合には、通知された日から30日を経過した時点で、当選無効及び立候補禁止の効力が生じる（公職選挙法251条の5）。
7. 上記訴訟において、原告（候補者）の敗訴が確定した時点で、当選無効及び立候補禁止の効力が生じる（公職選挙法251条の5）。

また、検察官が議員の当選無効を求めて提起した場合（公職選挙法法211条1項）には、その訴訟において原告（検察官）の勝訴が確定した時に、当選無効及び立候補禁止の効力が生じる（同法251条の5）。
当選無効となった場合は、繰上補充が可能な場合は繰上補充、それ以外の場合で再選挙の要件を満たす場合は再選挙となる。
なお、連座制の適用に直接関係はないが、候補者であった者に通知をした裁判所長は、上記通知をした旨を、総務大臣等に通知することとされている（公職選挙法254条の2第3項）

### 歴史
連座制は1925年に普通選挙制を導入した衆議院議員選挙法（普通選挙法）で選挙事務長を制度化し、選挙事務長が一定の選挙犯罪で刑に処せられた場合は当選を無効とする規定が定められたのが最初である。ただし、「事務長ノ選任及監督ニ相当ノ注意ヲ為シタルトキ」は免責とされていた。1934年の衆議院議員選挙法改正で事実上の選挙運動総括主宰者も連座制の対象となった。ただし、当選人が当該人物が「選挙運動総括主宰者であることを知らなかったとき」「当選人の制止に関わらず、事実上の選挙運動総括主宰をしたとき」は免責とされた。1945年の衆議院議員選挙法改正で選挙事務長制度が廃止され、連座制となる事実上の選挙運動総括主宰者の免責について「当選人が総括主宰者の選任及び監督につき相当の注意をしたとき」が加えられた。1947年に制定された参議院議員選挙法では参議院議員の選挙に関して、衆議院議員の選挙の罰則に準用する規定が設けられた。1950年に制定された公職選挙法では出納責任者が一定の選挙犯罪で実刑に処せられた時は当選を無効とするという規定が設けられた。ただし、「当選人が出納責任者の選任及び監督につき相当の注意をしたとき」は免責とされた。
連座制の免責規定が甘いとして、1954年の法改正で免責規定について「おとり行為」「寝返り行為」と具体的条文で限定する旨の規定が設けられ、1955年3月1日から施行された。さらに1962年の法改正で地域主宰者や公職の候補者と同居している父母、配偶者、子若しくは兄弟姉妹で当該公職の候補者又は総括主宰者若しくは地域主宰者と意思を通じて選挙運動をしたもの、公務員の地位利用について連座制の対象とし、また総括主宰者、出納責任者、地域主宰者や地位を利用した公務員については罰金刑や執行猶予の禁錮以上の自由刑判決でも連座制の対象となることとされ、同年5月10日から施行された。1981年の法改正で同居していない父母、配偶者、子若しくは兄弟姉妹も連座制の対象となることとされた。
しかし、当初の刑事訴訟に関する百日裁判規定は具体的公判日程に関する規定がないため、裁判所の訴訟指揮が緩い場合は、制度の趣旨が生かされずに長期裁判となることがあった。また連座制の場合は当該選挙の当選無効しかなかったために、任期満了又は議会解散で任期が終了したものの次回選挙等に当選した後で連座制で任期満了又は議会解散による失職という形で任期が既に終わった選挙について当選無効に絡む有罪判決が確定しても、公職政治家としての地位に影響しなかった事態も度々発生していた。このような事態に対応するため、百日裁判について具体的に公判期日をあらかじめ一括して設定する等の具体的な公判日程を盛り込んだ条文が1992年の法改正で規定され、同年12月16日に施行された。
1994年2月の法改正で「従来の連座制は当選無効に限定されていたものを、新たに当該選挙に係る選挙区（選挙区がないときは、選挙の行われる区域）において行われる当該公職に係る選挙において立候補を5年間禁止する規定」「公職候補者等の秘書を新たに連座制の対象に加える規定」「父母、配偶者、子若しくは兄弟姉妹については禁錮以上の刑に処されても執行猶予の言い渡しを受けた場合は連座制の対象とならなかったものを、執行猶予付き判決の場合も連座制の対象に含める規定」が設けられた。また、1994年11月の法改正で組織的選挙運動管理者等の選挙違反についても連座制の適用とする規定が設けられた。1994年2月及び1994年11月の法改正は「拡大連座制」とも呼ばれた。

### 国政選挙における主な適用者
| 総選挙         | 選挙区       | 候補者     | 政党     | 当落     | 違反者                     | 違反行為         | 備考 |
| -------------- | ------------ | ---------- | -------- | -------- | -------------------------- | ---------------- | --- |
| 1996年衆院選   | 静岡7区      | 小池政臣   | 無所属   | 落選     | 後援会幹部                 | 買収             | その後三島市長に当選                                                                                                |
| 1996年衆院選   | 宮城6区      | 菊池福治郎 | 自民党   | 当選     | 秘書の長男                 | 買収             | 議員辞職、引退 |
| 1996年衆院選   | 和歌山3区    | 野田実     | 自民党   | 比例復活 | 秘書の事務所職員           | 買収             | 失職、引退 |
| 2001年参院選   | 比例区       | 高祖憲治   | 自民党   | 当選     | 後援会幹部                 | 公務員の地位乱用 | 議員辞職 |
| 2001年参院選   | 愛知選挙区   | 関口房朗   | 無所属   | 落選     | 秘書                       | 買収             | 2007年参院選比例区に立候補も落選                                                                                    |
| 2002年衆院補選 | 福岡6区      | 延嘉隆     | 無所属   | 落選     | 出納責任者                 | 利害誘導罪       | 政界進出なし、加藤紘一の元秘書                                                                                      |
| 2003年衆院選   | 埼玉8区      | 新井正則   | 自民党   | 当選     | 本人、出納責任者           | 買収             | 議員辞職、自身も逮捕され有罪判決                                                                                    |
| 2003年衆院選   | 宮城1区      | 今野東     | 民主党   | 当選     | 後援会幹部                 | 利害誘導罪       | 議員辞職、2007年参院選比例区で当選                                                                                  |
| 2003年衆院選   | 宮城2区      | 鎌田さゆり | 民主党   | 当選     | 後援会幹部                 | 利害誘導罪       | 議員辞職、仙台市長選に立候補も落選、その後2015年に宮城県議会議員に当選ののち、2021年衆院選に宮城2区から立候補し当選 |
| 2003年衆院選   | 神奈川14区   | 中本太衛   | 自民党   | 落選     | 秘書                       | 買収             | 禁止解除後、2012年衆院選で同一選挙区より立候補も落選                                                                |
| 2003年衆院選   | 愛知15区     | 都築譲     | 民主党   | 比例復活 | 選対幹部                   | 買収             | 議員辞職、その後一色町長当選                                                                                        |
| 2004年参院選   | 比例区       | 信田邦雄   | 民主党   | 落選     | 選対幹部                   | 買収             | 繰り上げ当選の資格喪失、引退                                                                                        |
| 2005年衆院選   | 高知1区      | 五島正規   | 民主党   | 比例復活 | 秘書                       | 買収             | 議員辞職、引退 |
| 2005年衆院選   | 千葉7区      | 松本和巳   | 自民党   | 当選     | 出納責任者                 | 買収             | 議員辞職、2009年衆院選で千葉6区より立候補も落選                                                                     |
| 2007年参院選   | 神奈川選挙区 | 小林温     | 自民党   | 当選     | 出納責任者、選対幹部       | 日当買収         | 議員辞職 |
| 2009年衆院選   | 熊本3区      | 後藤英友   | 民主党   | 比例復活 | 出納責任者                 | 買収             | 議員辞職 |
| 2009年衆院選   | 北海道5区    | 小林千代美 | 民主党   | 当選     | 選対幹部                   | 買収             | 議員辞職、2017年千歳市議選に立候補し当選                                                                            |
| 2012年衆院選   | 鹿児島2区    | 徳田毅     | 自民党   | 当選     | 徳洲会のメンバー           | 運動員買収       | 議員辞職（徳洲会事件）                                                                                              |
| 2013年参院選   | 比例区       | 広野允士   | 生活の党 | 落選     | 元秘書                     | 買収             | 以降選挙への立候補なし                                                                                              |
| 2019年参院選   | 広島選挙区   | 河井案里   | 自民党   | 当選     | 本人、秘書、夫（河井克行） | 買収             | 失職、自身及び克行も逮捕され有罪判決（河井夫妻選挙違反事件）                                                        |

### 連座制に関する判例
連座制
〔最高裁昭和37年3月14日判決〕
- 連座制適用による当選無効規定について日本国憲法第13条、日本国憲法第15条及び日本国憲法第31条に違反するという主張について「その犯罪行為は候補者の当選に相当な影響を与えるものと推測され、またその得票も必ずしも選挙人の自由な意思によるものとは言い難い、従ってその当選は公正な選挙の結果によるものとはいえない」とし、連座制適用による当選無効規定について合憲としている。

〔最高裁昭和40年2月26日判決〕
- 連座制適用による当選無効規定について日本国憲法第14条及び日本国憲法第93条に違反するという主張について「選挙運動者の不法な選挙運動を抑止し、公職の選挙が選挙人の自由に表明する意思によって公明かつ適正に行われることを確保するため、きわめて効果的であるのみならず、買収等の悪質な運動方法によって選挙人の投票意思の決定を不純化してかちえた当選のごときは、これを保持させるべきではないことにかんがみれば、決して不合理な制度ではなく、なんら憲法の保障する選挙制度の本旨にもとるところはない」とし、連座制適用による当選無効規定について合憲としている。

〔最高裁平成7年7月18日判決〕
- 連座制適用による立候補禁止規定について日本国憲法第15条、日本国憲法第31条、日本国憲法第93条に違反するという主張について、「民主主義の根幹をなす公職選挙の公明、適正はあくまでも厳粛に保持されなければならないという極めて重要な法益を実現するために定められたものであって、その目的は合理的であり、選挙運動において重要な地位を占めた者が選挙犯罪を犯し刑に処せられたことを理由として、公職の候補者等であった者の立候補の自由を所定の選挙及び期間に限って制限することは、立法目的を達成するために必要かつ合理的なものというべき」として、連座制適用による立候補禁止規定について合憲としている。

総括主宰者
〔最高裁昭和32年10月29日判決〕
- 「文書、演説、ポスター、立看板等による具体的運動を自ら手を下してすることを要せず、これらの運動を全体として総括主宰した者」であれば、「選挙運動を総括主宰した者」と解するに支障はない。

〔最高裁昭和40年2月18日判決〕
- 「選挙運動を総括主宰した者」とは、実質上選挙運動の中心的存在として、選挙運動に関する事務全体を掌握し指揮する立場にあったと解すべきである。

出納責任者
〔最高裁昭和41年6月23日判決〕
- 「出納責任者」とは、公職選挙法180条の規定により出納責任者として選任届出された者をいうのであって、実際に出納責任者として同法に定める職務を行ったか否かには関係ないと解すべきである。
- 連座訴訟においては、実際に出納責任者が買収等を行ったかを証明する必要は無く、出納責任者が連座制の対象となる罪を犯したものとして刑に処せられたことが証明されれば足りる。

地域主宰者
〔最高裁昭和61年2月24日判決〕
- 「当該地域における選挙運動を主宰した者」とは、立候補届出以後の当該地域における選挙運動を推進するについて、その地域の中心的存在としてこれを掌握指揮する立場にあつた者と解すべきである。また候補者又は総括主宰者が、全区域に共通する選挙運動の推進に関する事項全般にわたり、具体的かつ詳細な指示をしたような場合であっても、当該地域における選挙運動推進の中心的存在として、それらの者の指示を実施するための事務その他当該地域における選挙運動を推進するについての諸般の事務を掌握指揮した者は「当該地域における選挙運動を主宰した者」に該当する。
- 「地域における選挙運動を主宰すべき者として候補者又は総括主宰者から定められ」とは、公職の候補者の立候補届出により候補者又は総括主宰者としての地位を取得するに至った者から、明示的又は黙示的に当該地域における選挙運動を主宰すべき者として定められたことをいい、立候補届出後においてその旨が明示的に定められた場合はもとより、候補者又は総括主宰者としての地位を取得するに至った者と当該地域における選挙運動を主宰した者との立候補届出前後を通じての言動等に照らし、両者が意を通じ合い、互いにその地位役割を了解し、これに従って行動していたと認められる場合をも含む。

秘書
〔最高裁平成10年11月17日判決〕
- 「秘書」に該当するというためには、単に当該候補者等の政治活動を補佐するというだけでは足りず、その重要部分を補佐しており、かつ、右補佐の対象が選挙運動とは区別される政治活動であることを要すると限定解釈するべきではない。

組織的選挙運動管理者等
〔仙台高裁平成8年7月8日判決〕
- 「組織」とは、「特定の公職の候補者等の当選を得せしめる目的のもとにその選挙運動について指揮、監督、命令系統があり、選挙運動のために相互に役割分担がなされ、公職の候補者等が選挙犯罪を防止するために、相当な注意をすることが可能な統一的人的結合集団、連合集団であること」と解される。
- 「組織的選挙運動管理者等」とは、「当該選挙運動の計画の立案若しくは調整を行う者又は当該選挙運動に従事する者の指揮若しくは監督を行う者、その他当該選挙運動の管理を行う者」と解される。
- 「意思を通じて」とは「少なくとも公職の候補者等がある程度具体的に組織体を認識したうえで、当該組織体による選挙運動が行われることをその組織の総括者との間で相互に了解しあっていること」と解される。

〔最高裁判所平成9年3月13日判決〕
- 「組織」とは、規模がある程度大きく、かつ一定の継続性を有するものに限られ、「組織的選挙運動管理者等」も、総括主宰者及び出納責任者に準ずる一定の重要な立場にあって、選挙運動全体の管理に携わる者に限られるというが、そのように限定的に解すべきでなく、また、「意思を通じ」についても、組織の具体的な構成、指揮命令系統、その組織により行われる選挙運動の内容等についてまで、認識、了解することを要するものとは解されない。

〔仙台高裁平成17年4月27日判決〕
- 「組織」とは「特定の公職の侯補者等を当選させる目的をもって、複数の人が役割を分担し、相互の力を利用し合い、協力し合って活動する実態をもった人の集合体及びその連合体」をもって足り、必ずしも指揮命令監督系統等の存在は必要にならないと解される。
- 「組織的選挙運動管理者等」とは、「①選挙運動組織の一員として選挙運動全体の計画の立案又は調整を行う者を始め、ビラ配り、ポスター貼り、個人演説会、街頭演説等の計画を立てる者、その調整を行う者等で、いわば司令塔の役割を担う者」「②選挙運動組織の一員としてビラ配り、ポスター貼り、個人演説会、街頭演説等への動員、電話作戦等に当たる者の指揮監督をする者等で、いわば前線のリーダーの役割を担う者」「選挙運動組織の一員として、選挙運動の分野を問わず、①②以外の方法により選挙運動の管理を行う者、例えば選挙運動従事者への弁当の手配、車の手配、個人演説会場の確保を取り仕切る等選挙運動の中で後方支援活動の管理を行う者」をいい、候補者等が直轄する選挙対策本部に直接的に関与している必要はない。
- 「相当の注意」とは、「抽象的には、社会通念上それだけの注意があれば、組織的選挙運動管理者等が買収行為等の選挙犯罪を犯すことはないだろうと期待し得る程度の注意義務」をいい、具体的には「組織的選挙運動管理者等が買収等をしようとしても容易にできないだけの選挙組織上の仕組みを作り、維持することであり、具体的には、組織的選挙運動管理者等に役割ないし権限が過度に集中しないように留意し、選挙資金の管理及び出納が適正明確に行われるように十分に心掛け、その上で対象罰則違反の芽となるような事項についても、この防止を図るために候補者等を中心として常時相互に報告、連絡及び相談し合えるだけの態勢をとっていた場合等」と解される。

### その他
連座制適用者の他の公職選挙や異なる選挙区での立候補
1994年2月の法改正で連座制が確定した場合は候補者の当選が無効とされ、当該選挙に係る選挙区（選挙区がないときは、選挙の行われる区域）において行われる当該公職に係る選挙において立候補が5年間禁止されるようになった。しかし、他の公職選挙や異なる選挙区での立候補は禁止されたものではないため、立候補禁止期間に他の公職選挙や異なる選挙区での立候補をすることがあり、マスメディアから倫理の問題が指摘されることがある。
連座制が適用されて立候補禁止期間の間に他の公職選挙や異なる選挙区での立候補した例として以下がある。立候補禁止の選挙と地盤の重なる別の選挙に立候補した事例が多い。
- 1995年の愛媛県議会議員選挙松山市選挙区で当選したものの選挙違反に絡み連座制で失職して5年間の立候補が禁止された田中幸尚が1998年4月の松山市議会議員選挙で当選。
- 1996年の第41回衆議院議員総選挙の静岡7区で当選したものの選挙違反に絡み連座制で失職して5年間の立候補が禁止された小池政臣が1998年12月の三島市長選挙で当選。
- 1995年の和歌山県知事選挙で落選して選挙違反に絡み連座制で5年間の立候補が禁止された旅田卓宗が1999年1月の和歌山市長選で当選。
- 1995年の青森県議会議員選挙青森市選挙区で当選したものの選挙違反に絡み連座制で失職して5年間の立候補が禁止された森内勇が1999年4月に青森県議会議員選挙の東津軽郡選挙区[注 10]に立候補をして落選。
- 2000年の串間市長選挙で当選したものの選挙違反に絡み連座制で失職して5年間の立候補が禁止された野辺修光が2002年の宮崎県議会議員選挙串間市選挙区に立候補をして当選。

連座制適用者の選挙区割り変更で地盤が重なる選挙区での立候補
1994年2月の法改正で連座制が確定した場合の立候補が5年間禁止規定はあくまで同一選挙区であるため、公職選挙法改正や選挙区条例改正によって選挙区割り変更が行われた場合、立候補5年禁止となっている選挙区と重なってる地域がある選挙区からの立候補から立候補をすることができる。
2007年に山梨県議会議員選挙中央・中選挙区で当選したものの選挙違反に絡み連座制で失職して5年間の立候補が禁止された鷹野一雄が2011年4月の山梨県議会議員選挙中巨摩選挙区に立候補をして落選した。
立候補制限前に次回選挙で当選して公職維持
連座制は当選無効が当該選挙に絡むだけで立候補制限は当該公職の失職をする規定がない。そのため、次回選挙で当選した後に連座制が確定した場合、該当公職選挙において該当の選挙区からの立候補禁止されているにもかかわらず、該当公職選挙において該当の選挙区から当選した公職が失職せずに、任期満了まで公職の地位が保証される事態がおこりえる。
1998年3月の石川県議会議員補欠選挙金沢市選挙区では朝倉忍が当選したものの、選挙違反に絡む連座制で当選無効及び5年間の立候補禁止されたが、朝倉は判決確定前の1999年4月11日に石川県議会議員選挙で再選しており、1999年の選挙は当選無効の対象とはならず、石川県議会議員金沢市選挙区からの立候補が5年間禁止されているにもかかわらず、連座制では石川県議会議員金沢市選挙区から立候補して当選した石川県議会議員の資格は剥奪されない事態となった。
連座制対象被疑者の判決確定前の死亡
連座制は対象者の刑事訴訟の判決が確定していることが前提であるため、死亡等で判決が確定しない場合は連座制の対象とはならない。
2011年4月10日投票の兵庫県議会議員選挙で当選した北川泰寿は選挙直後に母親が出納責任者として買収をしたとして同年5月13日に起訴され、罰金刑以上が確定すれば連座制が適用される可能性が報道されていた中で、懲役1年を求刑されて一審判決がする3日前の2012年2月17日に母親が自殺したことで刑事訴訟は公訴棄却となるという形で有罪とならなかったために連座制が適用されなかった例がある。
連座制適用後の歳費返還
連座制が適用された場合、上記の通り、公職選挙法第251条の5に基づき、当選無効の効力はその旨の判決が確定した段階等から生じる。さらに、地方自治法128条は、地方議会議員について、当選の効力に関する異議申出等の争訟があっても、決定、裁決または判決が確定するまでの間は職を失わないと定めている。